# Mirnyy Peak
Der Mirnyy Peak ist ein 750 m hoher und markanter Berg auf der westantarktischen Rothschild-Insel. Er ragt 6 km nordöstlich des Enigma Peak im nördlichen Teil der Insel auf.
Der deutsch-baltische Seefahrer Fabian Gottlieb von Bellingshausen sichtete den Berg möglicherweise 1821 bei der ersten russischen Antarktisexpedition (1819–1821). Luftaufnahmen und eine grobe Kartierung entstanden bei der United States Antarctic Service Expedition (1939–1941). Luftaufnahmen der US-amerikanischen Ronne Antarctic Research Expedition (1947–1948) dienten dem britischen Geographen Derek Searle vom Falkland Islands Dependencies Survey im Jahr 1960 für eine detailliertere Kartierung. Das UK Antarctic Place-Names Committee benannte ihn 1961 nach der Sloop Mirny [sic!], einem der Schiffe der ersten russischen Antarktisexpedition.